# 小里川
小里川（おりがわ）は、岐阜県恵那市山岡町馬場山田の天瀑山に源を発し、瑞浪市を通って庄内川（土岐川）に合流する庄内川水系の一級河川である。

## 概要
川名は瑞浪市小里に由来する。水源である峠の東側は木曽川支流である岩村川の流域となっており、峠が庄内川水系と木曽川水系の分水嶺となっている。
山岡町を南東に蛇行しながら流れ、兼平川、久保原川、田沢川（左岸）、於齟齬川、川崎川、冷田川、田代川、長沢川、田沢川（右岸）、新田川、猿爪川を合流し小里川ダムに至り、小里川湖を形成している。その後大川川を合流して流路を北向きに変えて山脈を横切り釜徳川、萩原川、沢葯川と合流して土岐川に至る（太字は一級河川）。支流兼平川には兼平ダム、田沢川には田沢ダムが設けられている。
小里川ダム周辺では陶器製造に適した陶石が得られるため、小里川に水車を設けて破砕して陶土を得ていた。現在でも流域周辺では粘土製造を行っている。現在では水車群は見られないが道の駅おばあちゃん市・山岡では往時に因んで巨大な水車が設けられている。